# PZL.43 Czajka
Il PZL.43 Czajka (pavoncella, in lingua polacca) era un bombardiere leggero e ricognitore, derivato dal PZL.23 Karaś, prodotto dall'azienda polacca Państwowe Zakłady Lotnicze (PZL) negli anni trenta ed impiegato quasi esclusivamente dalla Vazhdushnite na Negovo Velichestvo Voiski, l'aeronautica militare bulgara.

## Storia del progetto
Tra la fine del 1935 e l'inizio del 1936 un esemplare di produzione del cacciabombardiere PZL.23 Karaś B venne modificato, su progetto dall'ingegnere Tadeusz Soltyk, già coautore del cacciabombardiere PZL.38 Wilk, per servire come aereo di sviluppo per il successivo PZL.46 Sum. L'aereo, designato PZL.42, ricevette una nuova coda bideriva e una gondola difensiva ventrale retrattile. Questo modello, equipaggiato con un motore Bristol Pegasus VIIIA, volò per la prima volta nell'aprile 1936. Il comandante dell'aviazione, colonnello Ludomił Rayski, intendeva usare il prototipo per una visita ufficiale in Svezia nel maggio dello stesso anno, ma l'aereo non terminò in tempo la prove di valutazione. Il prototipo PZL.42 fu consegnato al C.W.L (Centrum Wyszkolenia Lotniczego, in polacco Centro di Addestramento dell'Aviazione) Nr.1 di Dęblin, dove andò perduto nel settembre 1939, durante le fasi iniziali della guerra.
Nel 1937 un altro esemplare di PZL.23 Karaś venne temporaneamente modificato come PZL.42, ricevendo un propulsore Bristol Pegasus XX da 925 hp azionante un'elica tripala metallica Hamilton Standard prodotta su licenza dalla PZL. Il velivolo ricevette la designazione civile SP-BGZ e, al termine delle prove di valutazione, fu riportato allo standard PZL.23 Karaś B.
La versione PZL.42 non fu adottata dall'aviazione polacca, ma venne invece offerta per l'esportazione a Romania e Bulgaria. Mentre la Romania preferì adottare un aereo di produzione nazionale, la Bulgaria decise di equipaggiarsi con materiale polacco, e nel marzo 1937 passò un ordine per la produzione di 14 caccia PZL P.24B, 12 PZL P.24G e 12 bombardieri leggeri PZL.43A Czajka.

## Tecnica
Come il suo predecessore PZL.23 Karaś B, il PZL.43 Czajka era un monoplano ad ala bassa, di costruzione interamente metallica. La fusoliera era a semimonoscocca. Il carrello di atterraggio era posteriore fisso, con le gambe racchiuse da carenature aerodinamiche, e ruotino di coda; la struttura del carrello si dimostrò molto delicata durante l'impiego da piste non preparate. I serbatoi del combustibile erano posizionati nella sezione centrale delle ali e contenevano 740 litri di carburante.
L'aereo aveva un equipaggio di tre persone: pilota, bombardiere/osservatore e mitragliere. Il pilota e l'osservatore erano posizionati in una cabina vetrata chiusa, mentre il mitragliere stava in una postazione aperta. Il bombardiere/osservatore occupava una gondola ventrale di combattimento che disponeva di una mitragliatrice sparante sul retro.
Il propulsore installato era un bistellare (due file di 7 cilindri ognuna) Gnôme-Rhône GR.14Kirs a 14 cilindri, raffreddati ad aria, erogante la potenza di 930 hp (694 kW) ed azionante un'elica tripala metallica. Per mantenere il centro di gravità nella stessa posizione rispetto al velivolo originario, la carlinga fu allungata aggiungendo una nuova sezione centrale che ospitava la gondola del bombardiere. Il nuovo motore migliorò notevolmente le prestazioni del velivolo e la velocità massima aumentò da 319 km/h a 365 km/h.
L'armamento installato prevedeva due mitragliatrici anteriori sincronizzate PWU Wz 36B calibro 7,92 mm, una mitragliatrice PWU Wz 36B calibro 7,92 mm in postazione dorsale (torretta idraulica PZL), una mitragliatrice PWU Wz 36B calibro 7,92 mm in postazione ventrale; il velivolo poteva trasportare un carico bellico di 700 kg di bombe, alloggiate sotto le ali, come sul PZL.23. Il carico tipico consisteva di 24 bombe da 12,5 kg (300 kg in totale). Il velivolo disponeva di una macchina fotografica per la ricognizione.

## Impiego operativo
La versione PZL P.43A Czajka derivava direttamente dal prototipo PZL.42 e disponeva del potente propulsore radiale Gnôme-et-Rhône GR.14Kirs a 14 cilindri, raffreddati ad aria, erogante la potenza di 930 hp (694 kW), sistemazione per l'equipaggio migliorata ed armamento aumentato. Non venne costruito alcun prototipo di PZL.43, ma la PZL costruì direttamente gli esemplari di serie. L'installazione del motore Gnôme-et-Rhône GR.14Kirs sulla cellula del PZL.23 si rivelò tuttavia piuttosto difficile, ed i primi esemplari furono consegnati solamente nel 1938.
Le eccellenti prestazioni del PZL.43A Czajka indussero il governo bulgaro ad ordinare un'ulteriore fornitura di 36 velivoli migliorati, successivamente incrementati a 42 designati PZL.43B Czajka, e dotati del motore Gnôme-Rhône GR.14N-01 (ancora una volta un 14 cilindri, raffreddati ad aria) che sviluppava la potenza di 980 hp (731 kW). Di questi un totale di 33 esemplari vennero inviati e consegnati entro l'agosto 1939. Dei rimanenti nove aerei, allo scoppio della guerra, il 1º settembre 1939, otto erano pronti per la spedizione ed uno in fase finale di montaggio.
Con lo scoppio della guerra questi velivoli furono requisiti dall'aeronautica militare polacca, ma solamente cinque sopravvissero all'iniziale bombardamento tedesco contro la fabbrica della Państwowe Zakłady Lotnicze situata sull'aeroporto di Varsavia-Okęcie. Gli aerei superstiti vennero consegnati al 41° Squadron dell'aeronautica militare polacca. Gli aerei parteciparono a missioni di ricognizione contro le forze tedesche ma entro il 10 settembre 1939, rimanevano in servizio solamente due velivoli. Uno venne abbattuto da un caccia pesante Messerschmitt Bf 110 vicino a Michałówek, nei pressi di Sulejówek, con l'equipaggio che rimase ucciso. Il secondo, danneggiato da un paio di Messerschmitt Bf 109, due giorni più tardi atterrò in emergenza a Brześć. Entrambi recavano ancora le insegne bulgare. I rimanenti tre aerei completi rimasero danneggiati durante l'incursione aerea del 4 settembre 1939 e furono rimandati in fabbrica a Okęcie per essere riparati, venendo più tardi catturati dalle truppe tedesche. Cinque PZL.43B vennero riparati e consegnati al governo bulgaro nel corso del 1940. Un altro fu esaminato dai tedeschi presso l'Erprobungsstelle di Rechlin prima di essere consegnato alla Bulgaria, nell'ottobre dello stesso anno.
Inizialmente i velivoli bulgari prestarono servizio presso tre Squadron (ognuno forte di 12 aerei) del 1. Lineen Orliak. Dal 1942 gli aerei andarono ad equipaggiare il 1. Razuznawatelen Polk (1º Reggimento da Ricognizione) ed il 2. Lineen Polk (2º Reggimento di Linea). I PZL.43 Czajka vennero usati soprattutto per l'addestramento; parteciparono anche ad azioni operative, specialmente antipartigiane, in Macedonia tra il 1943 ed il 1944. Molti di loro precipitarono in volo, soprattutto a causa della difficoltà nell'ottenere le parti di ricambio. Alla fine del 1944 gli aerei vennero tolti dal servizio operativo e destinati all'addestramento, prestando servizio in tale attività fino al 1946.
Gli aerei bulgari sono entrati in servizio presso i seguenti reparti:
- 2. jato/ Obrazcow Orliak (2. Squadron of the Exemplary Wing) che operò con 12 PZL.43
- 1. Lineen Orliak (Squadron da bombardamento leggero) che operò con 36 PZL.43A, di cui 12 provenienti dallo jato (Squadron)
- 1. Razuznawatelen Polk (Reggimento da ricognizione) operativo con i PZL.43A tra il marzo 1942 e l'agosto 1944
- 2. Lineen Polk (Reggimento da bombardamento leggero) operò con PZL.43A dal marzo 1942 all'agosto 1944
- 113. jato za blisko razuznavanye (Squadriglia da ricognizione lontana) che operò con 13 PZL.43A dall'agosto 1944 al 1945 inoltrato.
- 123. jato za blisko razuznavanye (Squadriglia da ricognizione lontana) che operò con 11 PZL.43A all'agosto 1944 al 1945 inoltrato.[2]

## Versioni
- PZL.42: un prototipo dotato di motore Bristol Pegasus VIII, primo volo nell'aprile 1936.
- PZL.43A: versione prodotta in 12 esemplari, dotata di motore Gnôme-et-Rhône GR.14Kirs a 14 cilindri, raffreddati ad aria da 930 hp (694 kW). L'armamento si basava su 2 mitragliatrici PWU Wz 33 calibro 7,92 mm, 1 mitragliatrice Vickers F calibro 7,92 mm in postazione dorsale, una mitragliatrice Vickers F calibro 7,92 mm in postazione ventrale e 700 kg di bombe in attacchi esterni.
- PZL.43B: versione prodotta in 42 esemplari, dotata del propulsore Gnôme-et-Rhône GR.14N-01 a 14 cilindri, raffreddati ad aria da 980 hp (731 kW).

## Utilizzatori
Bulgaria
- Vazhdushnite na Negovo Velichestvo Voiski

- Siły Powietrzne

### Periodici
- Andrzej Glass, Wojciech Mazur, PZL.43 "Czajka" - eksportowa wersja "Karasia" (in polacco), in Militaria , Vol.4 No.1/1999. ISSN 1231-692X